# 아랍인
아랍인(عرب 아랍[*])은 주로 서남아시아와 북아프리카의 아랍 국가에 거주하는 셈족 계통의 사람을 가리킨다. 이들은 아랍어를 모어(母語)로 사용하며, 인구의 90% 이상이 무슬림이고, 5~6%는 기독교 신자이다.
본래 아라비아 반도 일대에 거주하였으나 이슬람 세력 확장으로 현재 시리아 사막과 남이라크, 북아프리카 일대까지 분포하고 있다.

## 역사
아랍인의 정의는 아랍어를 모국어로 사용하며, 이슬람교를 믿는사람들이다. 그러므로 아랍인의 역사는 이슬람이 태동했던 7세기부터 시작된다. 아랍인들은 한 때 안달루시아(이베리아반도)까지 진출했으며, 중세에서 근대에 이르기까지 세계 최고의 문명을 발전시켰다.
처음부터 이슬람교를 잘 받들지는 않았으나, 마호메트가 군대를 이끌고 카바 신전으로 들어가 신전의 우상을 부수고 정식으로 이슬람교의 발전을 시작하였다. 칼리프 시대부터 아랍인들은 이슬람교를 잘 받들었다.
7세기 이전의 아랍 지역은 아라비아 반도 지역을 가리켰으나, 이슬람 문화권이 확장되면서 중동과 그 인근의 이슬람 문화권을 통틀어 가리키는 말로 바뀌었다. 또한 아랍 지역은 역사적인 세력으로 볼 때 아랍 제국을 뜻하게 되기도 했고, 오늘날에는 아랍 연맹이나 아랍 세계를 뜻하기도 한다.

## 종교
아랍인의 필요조건은 아랍어를 모국어로 함을 의미한다. 혹자는 무슬림과 아랍인을 혼동하는 경우가 많은데, 무슬림은 종교적으로 이슬람교를 믿는 사람들을 일컫는 것이며 아랍인은 아랍어를 쓰는 사람들을 가리킨다. 따라서, 아랍인이라고 반드시 무슬림은 아니다. 대표적으로, 레바논 지역을 비롯한 레반트 지역(시리아와 레바논을 아우르는 동부 지중해 지역)은 오래전부터 지금까지 기독교를 신앙하고 있는 사람들이 많다.(레바논은 40%, 시리아는 12% 등) 또한, 무슬림이라 해서 반드시 아랍인은 아니다. 튀르키예인들과 이란인들은 인구의 대부분이 이슬람교를 믿는 무슬림들이지만 아랍어를 쓰지 않고 튀르키예어와 페르시아어를 구사하므로 혼동하지 말아야 한다.

## 분포와 인구
전 세계 아랍인의 인구는 약 3억 8,000만 명 ~ 4억 명으로, 서남아시아와 북아프리카를 중심으로 아메리카 대륙 및 유럽 등에도 많은 아랍인이 거주한다. 이는 베르베르인을 제외한 수치로, 베르베르인(모로코 1,200만 명, 알제리 900만 명 등)을 포함할 경우 아랍인의 인구는 약 4억 명 ~ 4억 2,000만 명이다.

### 주요국
- 서남아시아 등 아시아 대륙 : 약 1억 4,000만 명
  - 이라크 - 3,000만 명(쿠르드인 제외)
  - 사우디아라비아 - 2,700만 명(비아랍 이민자 제외)
  - 예멘 - 2,500만 명
  - 시리아 - 2,000만 명(쿠르드인 제외, 2011년 내전 이후 국외거주 난민[26] 포함)
  - 요르단 - 670만 명(시리아 난민[26] 제외)
  - 팔레스타인 - 600만 명(이스라엘을 포함한 팔레스타인 지역 거주자에 한정)
  - 레바논 - 500만 명(시리아 난민[26] 제외)
  - 아랍에미리트 - 380만 명(비아랍 이민자 제외)
  - 오만 - 320만 명
  - 쿠웨이트 - 270만 명
  - 카타르 - 200만 명
  - 이란 - 160만 명
  - 튀르키예 - 100만 명(시리아 난민[26] 제외)
  - 바레인 - 70만 명(비아랍 이민자 제외)
  - 인도네시아 - 500만 명
- 북아프리카 등 아프리카 대륙 : 약 2억 명
  - 이집트 - 8,800만 명
  - 수단 - 3,800만 명
  - 알제리 - 3,000만 명(베르베르인 제외)
  - 모로코 - 2,100만 명( 〃 )
  - 튀니지 - 1,000만 명( 〃 )
  - 리비아 - 630만 명
  - 모리타니 - 360만 명
- 아메리카 대륙 : 2,200만 명 이상
  - 브라질 - 1,000만 명
  - 미국 - 350만 명
  - 아르헨티나 - 350만 명
  - 콜롬비아 - 320만 명
  - 베네수엘라 - 160만 명
  - 멕시코 - 110만 명
  - 칠레 - 100만 명
  - 캐나다 - 45만 명
- 유럽 대륙 : 1,000만 명 이상
  - 프랑스 - 600만 명
  - 스페인 - 80만 명
  - 이탈리아 - 76만 명
  - 독일 - 50만 명
  - 영국 - 50만 명
  - 네덜란드 - 45만 명

## 같이 보기
- 아랍 세계